# Rango (serie televisiva)
Rango è una serie televisiva statunitense in 17 episodi trasmessi per la prima volta nel corso di una sola stagione nel 1967. È una serie ambientata nel vecchio West con protagonista il comico Tim Conway.

## Trama
Rango è un inetto Texas Ranger assegnato alla più tranquilla località possibile, Deep Wells, in modo da impedirgli di creare problemi inutili. I Rangers avrebbero voluto rimuoverlo dal servizio del tutto, ma ciò era stato loro impedito per il fatto che suo padre era il loro comandante. Dopo essere arrivato, a Deep Wells si diffonde ben presto la criminalità in un posto che ne aveva vista molto poca nei precedenti 20 anni.
Tra i personaggi vi è anche Pink Cloud (Guy Marks), un indiano troppo "assimilato" ai bianchi la cui padronanza della lingua inglese svela generalmente il lato comico.

## Personaggi
- Rango (17 episodi, 1967), interpretato da Tim Conway.
- capitano Horton (17 episodi, 1967), interpretato da Norman Alden.
- Pink Cloud (17 episodi, 1967), interpretato da Guy Marks.
- Doc (2 episodi, 1967), interpretato da Ernie Anderson.

## Produzione
La serie fu prodotta da Thomas/Spelling Productions (società di Aaron Spelling e Danny Thomas) e Timkel Productions TV Guide nel 2002 classificò Rango al 47º posto nella sua speciale classifica dei 50 peggiori show televisivi di tutti i tempi.

### Registi
Tra i registi della serie sono accreditati:
- Murray Golden (2 episodi, 1967)
- Sidney Lanfield (2 episodi, 1967)

## Distribuzione
La serie fu trasmessa negli Stati Uniti nel 1967 sulla rete televisiva ABC. La serie è uscita anche in Finlandia con lo stesso titolo.

## Episodi
| Stagione       | Episodi | Prima TV USA |
| -------------- | ------- | ------------ |
| Prima stagione | 17      | 1967         |